# Scott Davis (Manager)
D. Scott Davis (* 1952 in Medford, USA) ist ein US-amerikanischer Manager, Vorstandsmitglied und war bis zum 30. August 2014 CEO des United Parcel Service (UPS).

## Leben
Davis hat einen Bachelor-Abschluss in Rechnungswesen von der Portland State University und ist ein amtlich zugelassener Buch- und Rechnungsprüfer. Nach dem Collegeabschluss im Jahre 1974 nahm er seinen ersten Job bei der Buchhaltungsfirma Arthur Andersen an. Als Bürger von Medford, Oregon nahm er 1986 eine Stelle bei UPS an, als diese das in Oregon ansässige Technologie-Unternehmen II Morrow vereinleibte.
Davis verbrachte eine ganze Periode als Vorstandsmitglied der Federal Reserve Bank of Atlanta bis 2009. Er ist außerdem Vorstandsmitglied der Honeywell International und seit 2010 bei der President’s Export Council, ein Ausschuss der als Hauptratgeber des Staates für internationalen Handel tätig ist.